# Thomas Bergersen
Thomas Jacob Bergersen (sinh ngày 4 tháng 7 năm 1980 tại Trondheim, Na Uy) là một nhà soạn nhạc người Na Uy, nghệ sĩ đa nhạc cụ, và đồng sáng lập của công ty sản xuất nhạc Two Step From Hell. Tác phẩm của Bergersen được dùng trong nhiều phim điện ảnh, chẳng hạn như Avatar, Pirates of the Caribbean, The Twilight Saga, The Chronicles of Narnia, Harry Potter, Mật mã Da Vinci, The Mummy, The Dark Knight, Tron: Legacy và hàng trăm phim khác. Bergersen đã ghi âm hơn một nghìn bản nhạc phim và trailer phim.

## Sự nghiệp
Anh bắt đầu sự nghiệp âm nhạc của mình như là một demoscener, viết module nhạc dưới cái tên Lioz trong nhóm Index.  Việc phát hành đĩa đơn thể loại trance năm 2007 có tựa đề "Remember September" đã chứng kiến nhóm Bergersen hợp tác với nghệ sĩ người Na Uy Boom Jinx.
Vào tháng 5 năm 2010, Bergersen và đối tác kinh doanh của mình, Nick Phoenix, đã phát hành album đầu tay Epic Music của công ty Two Step From Hell mang tên Invincible, bao gồm một số ca khúc nổi tiếng nhất của họ, bao gồm "Freedom Fighters", "Move Mountains" và "Heart of Courage". Một số phát hành album thương mại bổ sung đã được theo sau, bao gồm Archangel và SkyWorld. Bergersen cũng đã biểu diễn trong một buổi hòa nhạc trực tiếp năm 2013 tại Walt Disney Concert Hall. Năm 2010, Bergersen đã sáng tác nhạc gốc cho bộ phim The Human Experience. CD Soundtrack được phát hành vào ngày 29 tháng 3 năm 2011.
Năm 2011 chứng kiến sự ra mắt của nhạc phim do Thomas Bergersen sản xuất, mang tên Illusions.  Album công khai solo thứ hai của anh có tên Sun được phát hành vào tháng 9 năm 2014. Anh cũng đã phát hành một số đĩa đơn thương mại kể từ năm 2011, bao gồm "Heart" và "The Hero in Your Heart", nhằm mục đích cung cấp cứu trợ thảm họa sau trận động đất Tōhoku và bão Haiyan.  